# Balessing
Balessing est le nom d'un village du Cameroun, situé dans la Région de l'Ouest, en pays Bamiléké, plus précisément dans l'arrondissement de Penka-Michel, département de la Menoua. 

## Géographie

### Localisation
Il est délimité au nord par le village Bangang, au sud-ouest par le village Bansoa, au sud-est par le village Bamendou, à l'est par le village Baleveng et à l'ouest par la rivière Tchouoteun. 
|                      | Bangang   |          |
| Tchouoteun (rivière) | Balessing | Baleveng |
| Bansoa               |           | Bamendou |

Ce village est situé sur une route régionale, à 21 km de Dschang et à 35 km de Bafoussam.

### Climat
Le climat régnant à Balessing s’inscrit dans la zone climatique subéquatoriale caractérisée par une fraîcheur et une humidité conditionnées par l’altitude. Le rythme des pluies partage l’année en deux grandes saisons de durées inégales : une saison humide et une saison sèche. La saison des pluies débute à la mi-mars et dure jusqu'à la mi-novembre. Les pluies atteignent leur paroxysme en août-septembre, période au cours de laquelle on peut enregistrer jusqu'à 345 mm de pluies. La saison sèche est la plus courte et s’étend de mi-novembre à mi-mars. En réalité, cette durée est un peu exagérée, dans la mesure où, la sécheresse ne touche profondément que les mois de décembre, janvier et février. 
Quant aux températures, elles sont très proches de celles de la station de Dschang, relativement basses et constantes du fait de l’altitude élevée. L’amplitude thermique annuelle, entre le mois le plus chaud (mars : 21,5 °C) et celui le plus frais (août : 18,9 °C), est d’environ 2,6 °C .

### Hydrographie

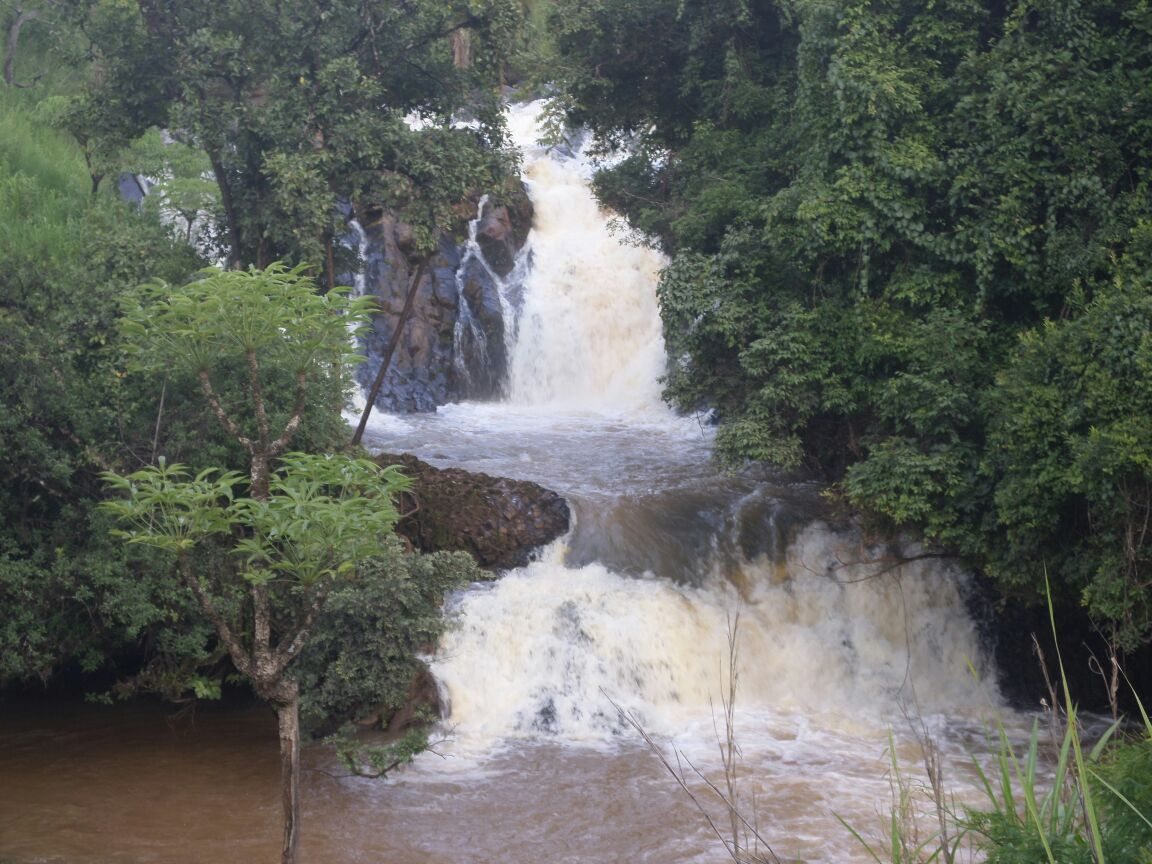
Tchouomi.

Le groupement Balessing a des ressources hydrographiques moyennes. Il possède de petites sources appelées Nkwap et les rivières suivantes : le Mimetué qui sépare le village de Bansoa, le Tchouoteun, le Tchouomi, la Tchoumelon, le Melapna, le Tchoumeteu et le Tchoumeka'a.

## Végétation
Des eucalyptus et des raphias pour les bois de menuiserie et de chauffage sont parsemés et des arbres sauvages constituent une partie de la végétation de Balessing. Il s'agit d'une savane arborée avec de nombreux arbres fruitiers du type goyaviers, orangers, kolatiers, manguiers, avocatiers, bananiers...
La végétation dominante est faite de cultures vivrières et maraichères, les terrains n'ayant pas subi l'action de l'homme étant rares avec l'explosion démographique.  
Il existe aussi une forêt sacrée autour de la chefferie.  

### Faune
La faune de la commune de Balessing est peu fournie du fait de la pression des activités humaines (champs et habitations) sur toute l’étendue du village.  
On peut cependant rencontrer quelques :
Gibiers : hérissons, rats palmistes, porcs-épics, quelques singes, lapins et écureuils. Ces bêtes détruisent certaines cultures et fruits d’arbres. Les cultivateurs se servent d’épouvantails pour les éloigner. 
Oiseaux : perdrix, éperviers, corbeaux, hiboux, chauves-souris, moineaux…
Reptiles : serpents, lézards, margouillats, caméléons
Insectes : abeilles,  criquets et sauterelles...
Selon la légende, la forêt autour de la chefferie abriterait quelques grands animaux sauvages.

## Histoire

### Origine
Le fondateur du village Balessing était originaire du village Bangang qui est situé dans le département des Bamboutos. Le chef Bangang qui eut beaucoup d'enfants prit à sa mort pour successeur son fils le nommé "Tetochba'a". Dès son intronisation, celui-ci fut un chef brutal, insolent et incapable de diriger un peuple. Il prenait ses décisions sans consulter son entourage, notamment les grands notables. La population le haïssait, le traitait de chef indigne et voulait même le déposer. C'est alors que le groupe des neuf notables et la population le détrônèrent. Le pauvre se décida à quitter le village Bangang. Ainsi dit, ainsi fait il quitta le village avec quelques-uns de ses fidèles. Il se dirigea vers le soleil levant comme Moïse quitta l'Égypte avec les fils d'Israël pour la terre promise. Après une marche de 8 km, ils arrivèrent enfin à Mapougoung où ils s’installèrent. C'était une zone de savane pleine de criquets que personne n'avait encore explorée. Tetochba'a s'y installa avec sa suite pour faire la chasse. Très flattés par les criquets, d'autres Bangang durent s'enfuir pour les rejoindre au nouveau pays. Ainsi, il accepta sur ce territoire toute personne à la recherche de l'exil, quels que soient ses méfaits.
Un jour enfin, Tetochba'a envoya ses hommes chasser. Au cours de leur chasse ceux-ci trouvèrent dans leur champ un chasseur inconnu qui avait violé leur domaine de chasse ; interrogé, ce dernier déclara avoir oublié son chemin. Ils le ligotèrent et le laissèrent dans une grande tornade qui s'était précipitée aussitôt. Il cria sans cesse, puis se mit à grelotter. Quelques instants après, il fut ramené dans la hutte où on le força à manger du gibier rôti, acte qui devrait constituer sa conversion en citoyen de Tetochba'a. La viande fut si appétissante que l'étranger l'eut consommée plus qu'on n'avait déjà vu quelqu'un manger. Alors, on le surnomma chef des mangeurs ou Fouopalepfa'a venu de Boudo'o ou Mbouda. Il fut désormais un sujet de Tetochba'a ou Fouodjoungpouo et lui fut tellement fidèle qu'il lui donna deux femmes et le titre de notable.
La cour du chef fut alors rapidement constituée de notables et de serviteurs (un Tabua et un Mwoualah) qui assurent des tâches qui concourent à la vie de la chefferie. Les notables (Nkem) sont les gardiens des coutumes fondamentales du village. Les notables de neuf contrairement à ceux de sept sont plus rapprochés du trône, faisant partie d'un corps fermé (Nzé) dont les membres sont recrutés une fois pour toutes parmi les magiciens éprouvés. Leur rôle est d'initier le chef à certaines pratiques magiques et de contrôler mystiquement ses actes. Ils assistent également le chef dans l'apaisement de la colère des ancêtres, le combat de la sécheresse, des épidémies, de l'excès des pluies.
Un autre jour arriva et le chef convoqua sa population pour trouver le nom du village ;
Trois noms furent avancés :
- " LAHAMECHINHE" : c'est-à-dire le village des insectes ; ce nom fut refusé parce que l'abondance des insectes n'était que périodique ;
- " LAHAPOUONG " : c'est-à-dire le village de la chasse ; le chef refusa ce nom parce qu'il n'entendait pas limiter les activités de ses hommes uniquement à la chasse ;
- "LAHALECHUNG " : c'est-à-dire le pays du froid ; ce dernier nom suscita beaucoup d'intérêt et des discussions s'en étendaient pendant dix jours.
On ne va pas continuer dans de vains débats. Les "neuf" et les "sept" du village se réunirent pour fixer le jour où on donnera définitivement le nom du village. Très tôt, le jour convenu, hommes, femmes, enfants sortirent des cases, chacun avec quelque chose pour se couvrir car il faisait vraiment froid que tous grelotaient. Où est le chef? il est encore chez lui, il a froid, les notables ont froid; qui va ouvrir la bouche et parler le premier ? on a froid.
À l'arrivée du chef, un vieux dit qu'il fait trop froid parce que nous sommes là où le froid sort de la terre. Ainsi, le chef déclara enfin nous sommes les « PAHALECHUNG ».
Mais pour clore la cérémonie, on creusa une fosse où le chef exigea de tous, et en particulier des exilés, qu'ils jettent tout ce qui était de nature à troubler la paix sur son territoire. Après exécution, ce trou fut remblayé, puis chainé.
Voici donc l'acte de naissance officiel du village Balessing.

### Dynastie

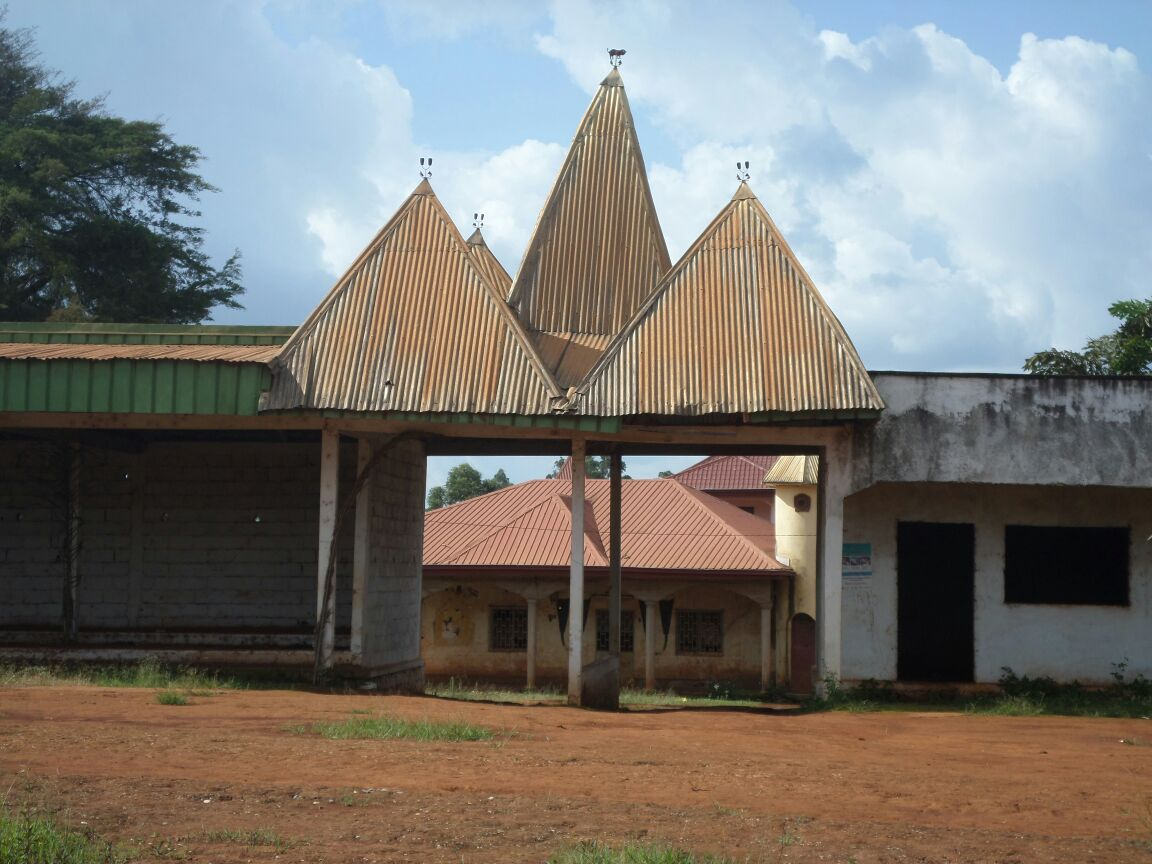
Entrée chefferie Balessing.

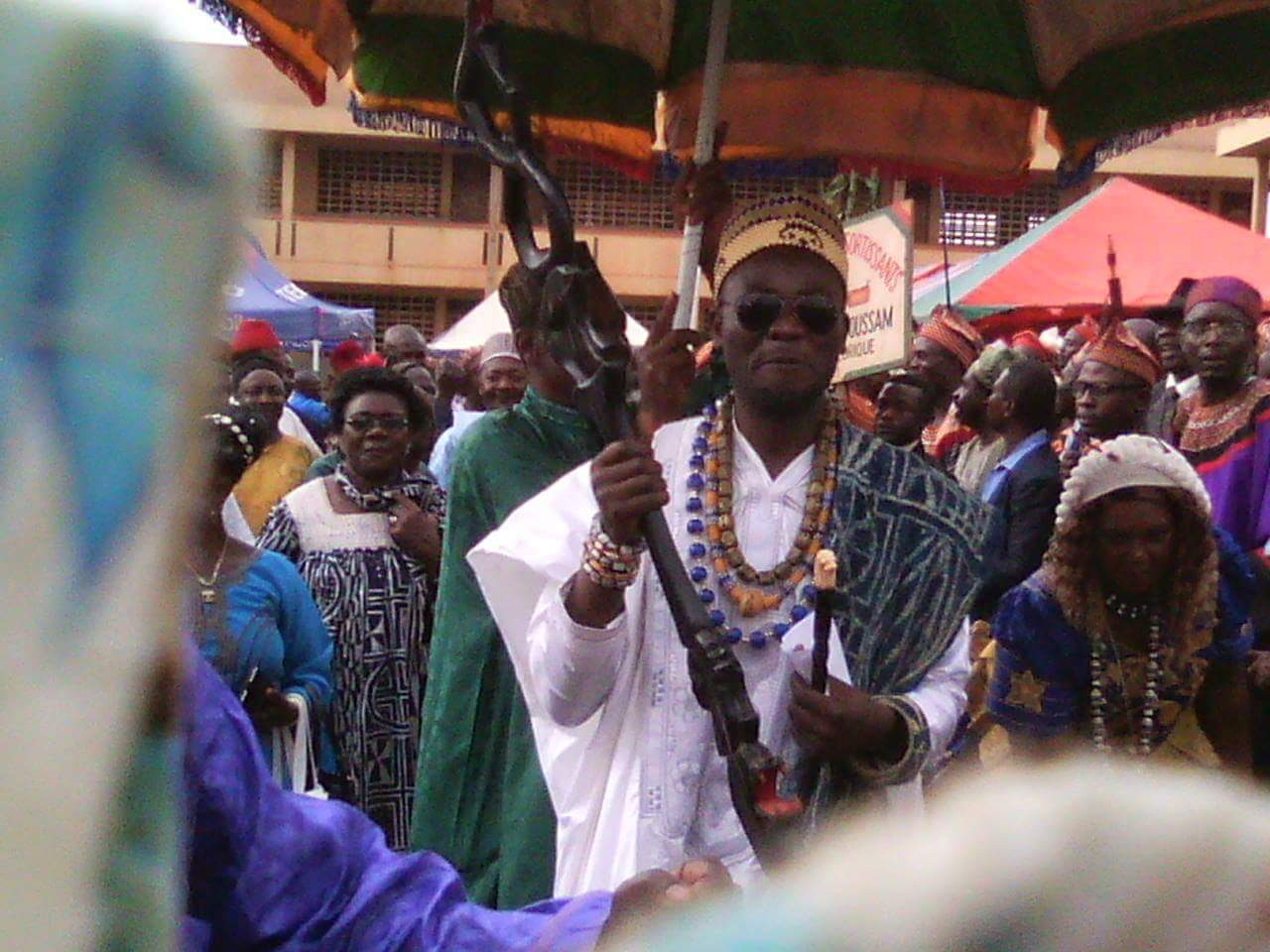
Fouo Pascal Fouamene au centre de l'image

Le village Balessing est un groupement dirigé par un chef traditionnel de deuxième degré.   
Depuis sa création à nos jours, Balessing a connu douze chefs : 
| No | Identité          | Période | Période  | Durée  | Étiquette |
| No | Identité          | Début   | Fin      | Durée  | Étiquette |
| -- | ----------------- | ------- | -------- | ------ | --------- |
| 1  | Jouonpouon (d)    | 1730    | 1760     | 30 ans |           |
| 2  | Maguem (d)        | 1760    | 1778     | 18 ans |           |
| 3  | Ngoumgan (d)      | 1778    | 1806     | 28 ans |           |
| 4  | Youndoon (d)      | 1832    | 1851     | 19 ans |           |
| 5  | Yonta (d)         | 1832    | 1851     | 19 ans |           |
| 6  | Gouamadounyem (d) | 1851    | 1874     | 23 ans |           |
| 7  | Tagouatio (d)     | 1874    | 1899     | 25 ans |           |
| 8  | Gouana (d)        | 1899    | 1952     | 53 ans |           |
| 9  | Tiogning (d)      | 1952    | 1967     | 15 ans |           |
| 10 | Ganno (d)         | 1967    | 2001     | 34 ans |           |
| 11 | Fouamene (d)      | 2001    | En cours | 24 ans |           |

## Démographie

### Population
Balessing de par sa diversité culturelle est à l'image des différents villages limitrophes, du moins sur le plan traditionnel. Il s'étend sur une superficie d'environ 18 km2 pour une population estimée en 2004 à 2 000 âmes dont 95 % d'autochtones et 5 % d'autres compatriotes. 

### Linguistique
La langue parlée dans le groupement Balessing est le Ngiemboon. C'est une langue culturelle partagée par les peuples des groupements Bangang, Batcham, Bamougong, Balatchi et Batang dans les Bamboutos . 

### Quartiers
Le village Balessing compte 47 quartiers (comme Tchoumoua, Pouokong, Metcho'o, Bameta, Bametcho'o, Poucgoung, Tchoumeka'a, Bassoc, Bambi, Bametué, Nzinza, Balepipi, Bambing, Bawounwa, Bakeng, Bamendou, Bagachi...) qui ont à leur tête un sous-chef ou un chef de quartier.

## Tradition

### Culture

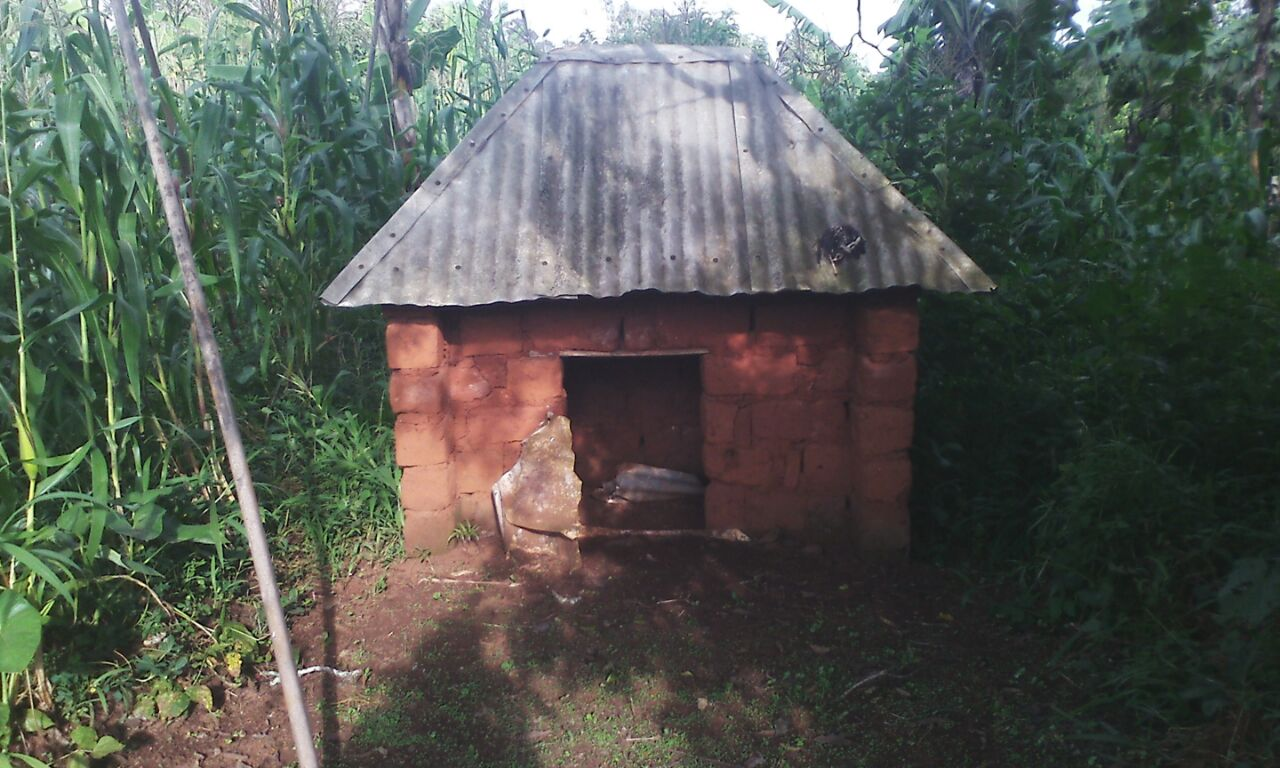
Da'assé.

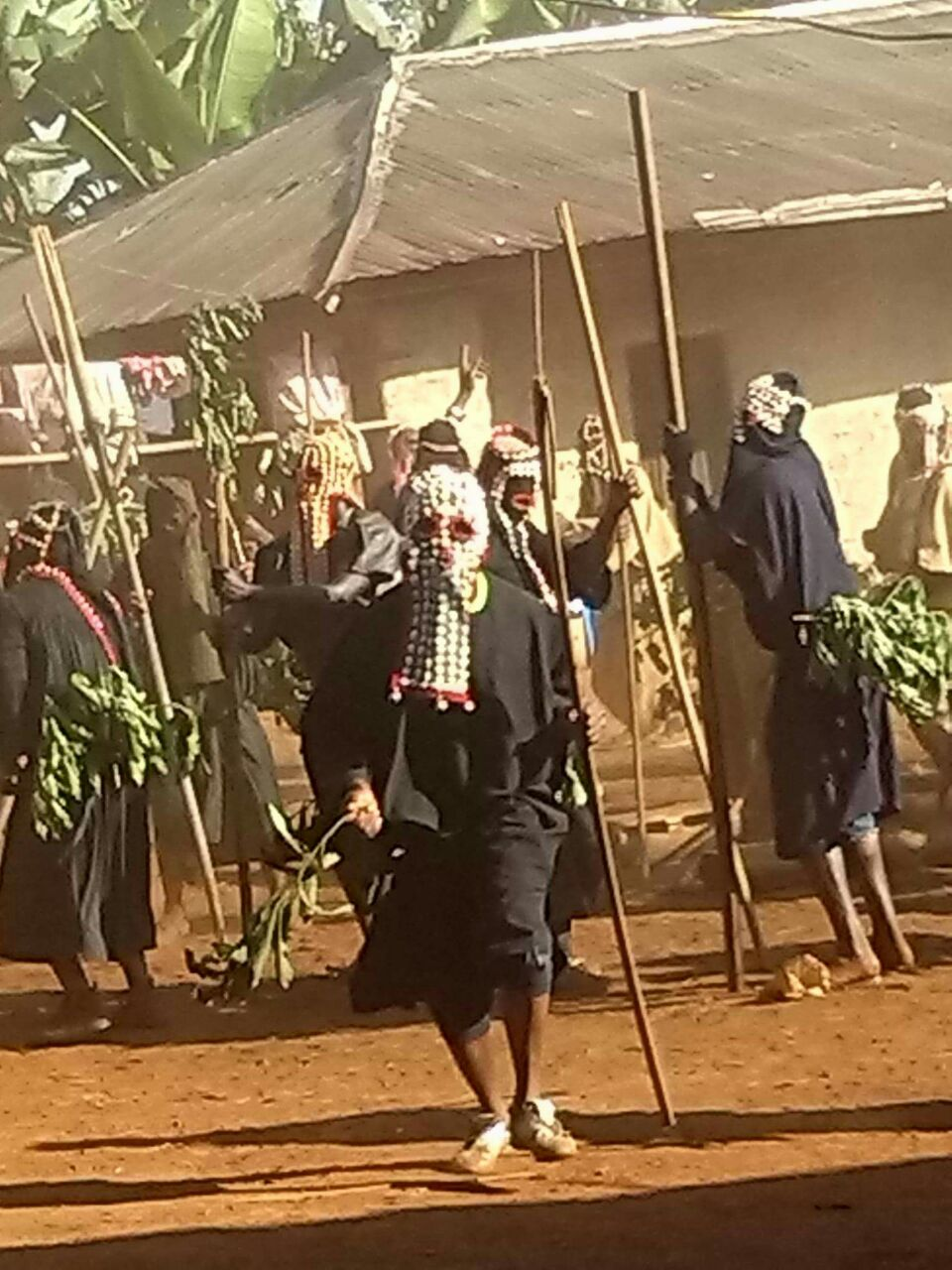
danse Fouo'ssé.

Balessing a une culture proche de celle des villages ayant en commun la langue "ngiemboon". 
Le chef est aidé dans sa mission par le clan des Sept et des Neuf Notables.  
On remarque ici un attachement de la population au respect des traditions et coutumes par la pratique du culte des crânes, les funérailles, la sortie des jumeaux, la pose de la chaise à deux, trois ou quatre pieds pour les hommes mûrs, la dot pour les femmes, le paria pour les veufs, le veuvage pour les veuves, la fréquentation des lieux sacrés communément appelés "Da'assé" ou Maison de Dieu à la recherche de la bénédiction des Dieux au travers des sacrifices d'animaux. 
Nous pouvons ainsi citer les "Da'assé" les plus puissants que sont Mouoppi, Toumelepi, Tchouoteu;Fouogachi, Touoleteng. 
Le calendrier Balessing compte huit jours. Il s'agit de Ngang, Schagang, Zédor, Madouzé, Egiekue, Shaschou, Ngaska'a, Kouoshia'a. Ngang étant le jour où aucune activité au champ n'est permise.  
Les danses traditionnelles sont classées en deux catégories à savoir les danses populaires et les danses secrètes.  
Les danses populaires ont la caractéristique d'être plus faciles d'accès et dépourvues de toute interdiction. La création d'une danse populaire est libre, il suffit seulement que certaines conditions soient remplies et que son objet ne soit pas contraire à l'ordre public ou traditionnel. Ces danses sont accompagnées des chants très significatifs lors de leurs exécutions. On peut citer entre autres le Kana, le Samalie, le Pouomazong, le Kenzem, le Tsebé, etc.  
Pour ce qui est des danses secrètes, elles ont pour principales fonctions de faire des suggestions auprès du Chef sur la manière d'orienter la gestion du village. Elles siègent tous les 8 jours de la semaine. De façon classique, pendant les séances selon une indiscrétion d'un grand notable "on y boit, on y mange et on y discute des affaires du village". Si l'adhésion y est héréditaire, elle n'est pas totalement fermée à toute personne qui remplit les conditions matérielles d'accès et qui saisit le "Tada'ah" (chef de la société secrète) aux fins de son recrutement. Les danses secrètes sont environ six: le Khoh, le Zsé, le Fouo'ssé, le Kougan, le Mo'otemi et le Koutsua.  

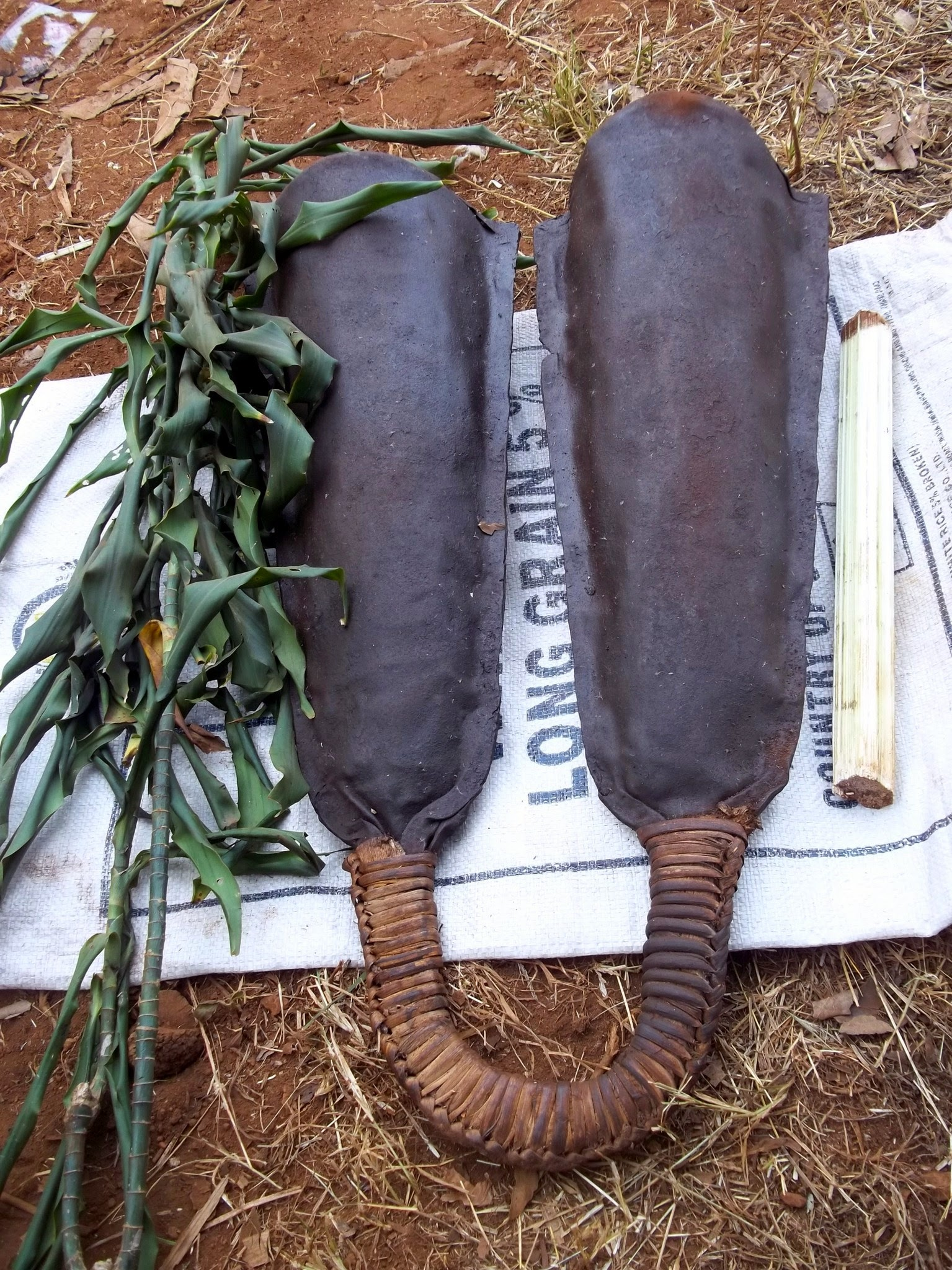
Le Gong

Le Fouo'ssé et le Mo'otemi sont les plus en vue et qui à l'origine étaient l'armée du village Balessing et faisaient plus dans la défense des limites frontalières. Les membres sont farouches dans leur danse et dans leur chant guerrier. Le Khoh particulièrement est une danse dont l'intérêt est plus l'unité du village. Le Zsé quant à lui est une danse secrète et mystique réservée aux hautes personnalités du village. Bref, toutes ces danses secrètes se font par le port des masques lors de l'exhibition et sont uniquement réservées aux hommes "mûrs", les enfants et les femmes étant exclus.  
Par ailleurs, l'homme traditionnel possède le Totem (pié), un animal incarné dans sa personne et qui vit en brousse. Si un chasseur parvient à le blesser, le propriétaire ressentira la douleur avec la même intensité que l'animal et mourra aussi si l'animal venait à mourir. Autrefois les ancêtres utilisaient ces génies pour se protéger et protéger le village mais au fil des années, la méchanceté a conduit beaucoup à en faire mauvais usage.
Les plus grands notables sont membres de plusieurs sociétés et en l'occurrence le Nzé. Ils sont enterrés secrètement dès leur décès et c'est quelques jours après que le totem est libéré sous une forte pluie. Leurs obsèques sont un évènement à ne pas manquer puisque le chef du village procède à l'occasion à l'arrestation spectaculaire de l'héritier chargé de se substituer à la personne décédée. Les filles du défunt ne sont pas concernées.

### Mets

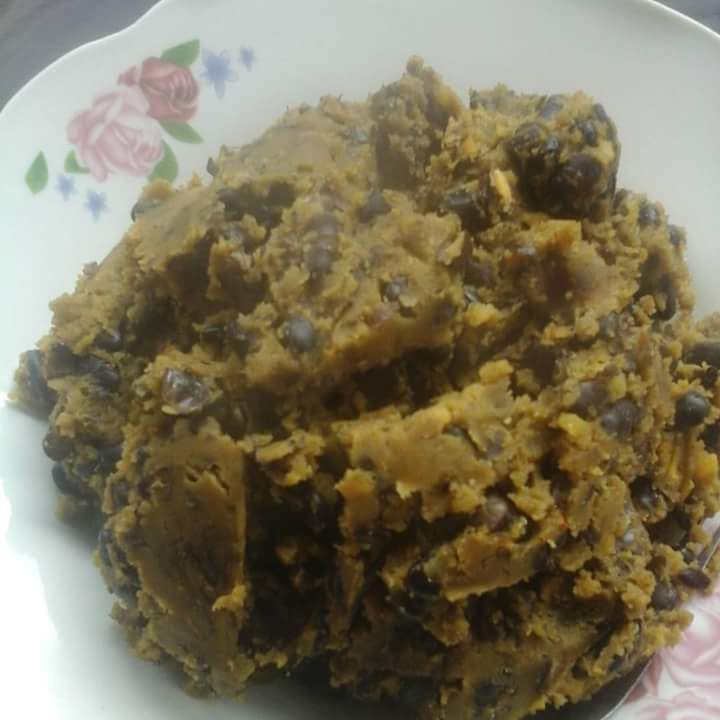
Pilé pommes de terre haricot noire.

La population du groupement Balessing a pratiquement les mêmes mets que les autres Bamilékés en général et les Ngiemboon en particulier. Nous pouvons citer entre autres les pommes pilées avec du haricot noir ou rouge (Tinkwe), la banane malaxée, le couscous de maïs et nkui(messa'an mfé), le kondré (kado'on mbap), le taro à la sauce jaune (pa'â), le malaxé de maïs et haricot (nguessan mevoùm), le macabo malaxé au légume (macâba nzap), le couscous de manioc à la sauce pistache (nkoukoum na'â jié)…

## Société

### Éducation
Le village dispose pour l'éducation de base aussi bien des écoles publiques que missionnaires. Ces écoles permettent de réduire chaque jour le problème d'analphabétisme dans cette bourgade.

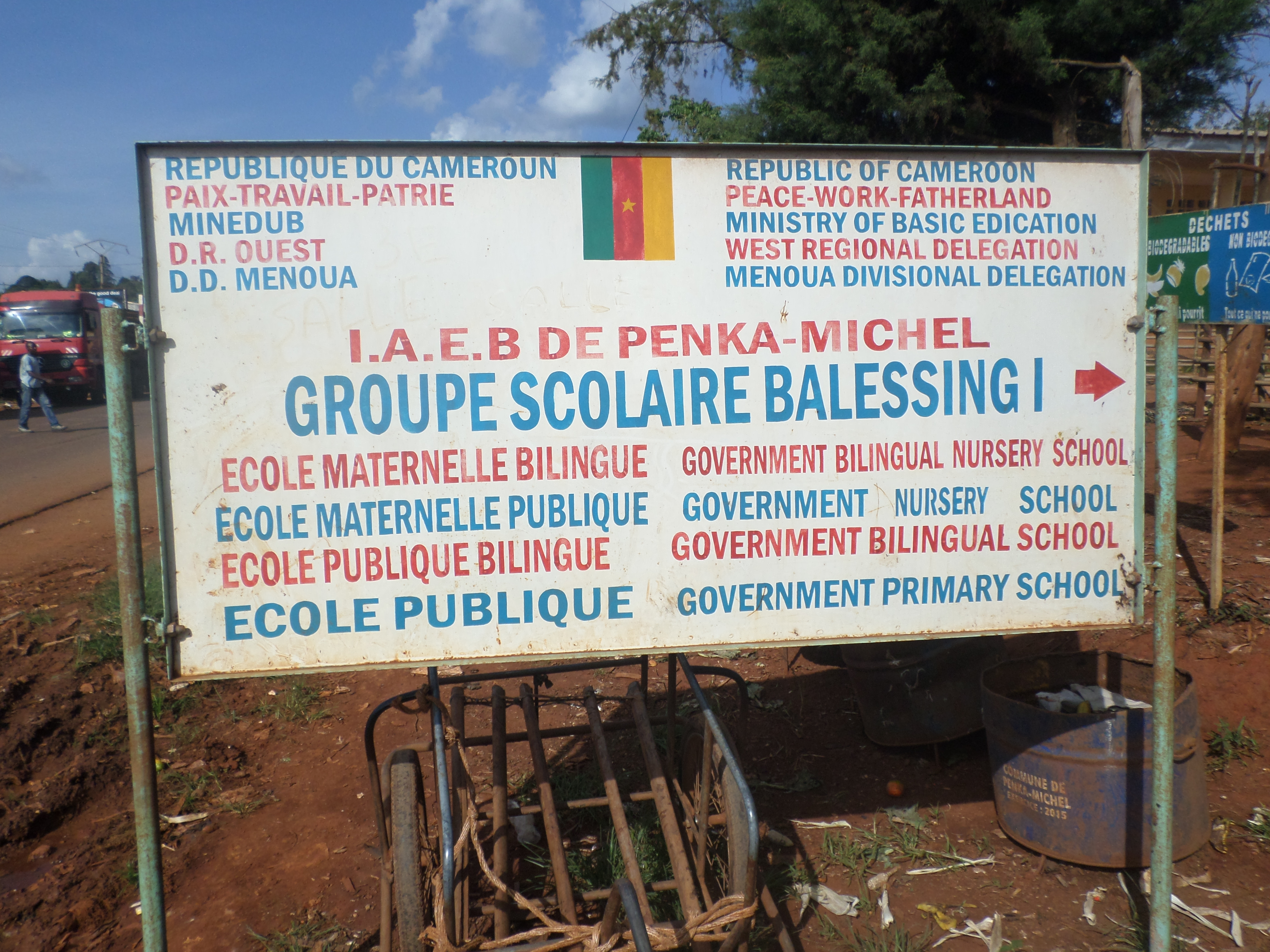
Plaque École primaire

Balessing compte ainsi neuf écoles primaires publiques qui sont :
- l'école publique de Balessing centre (groupe I),
- l'école publique groupe II;
- l'école publique Baletsi;
- l'école publique Bazinza;
- l'école publique de Bambi;
- l'école publique de Bagouo;
- l'école publique de Bamekié;
- l'école publique de Bakeng;
- l'école publique de Balepipi.
- école publique de Bangouo

Cinq écoles primaires privées qui sont :
- l'école Cebec I de Pouokong;
- l'école Catholique de Bameta;
- l'école catholique I de Bametcho'o;
- l ecole Catholique de Bateng
- l'école catholique II de Poucgoung.

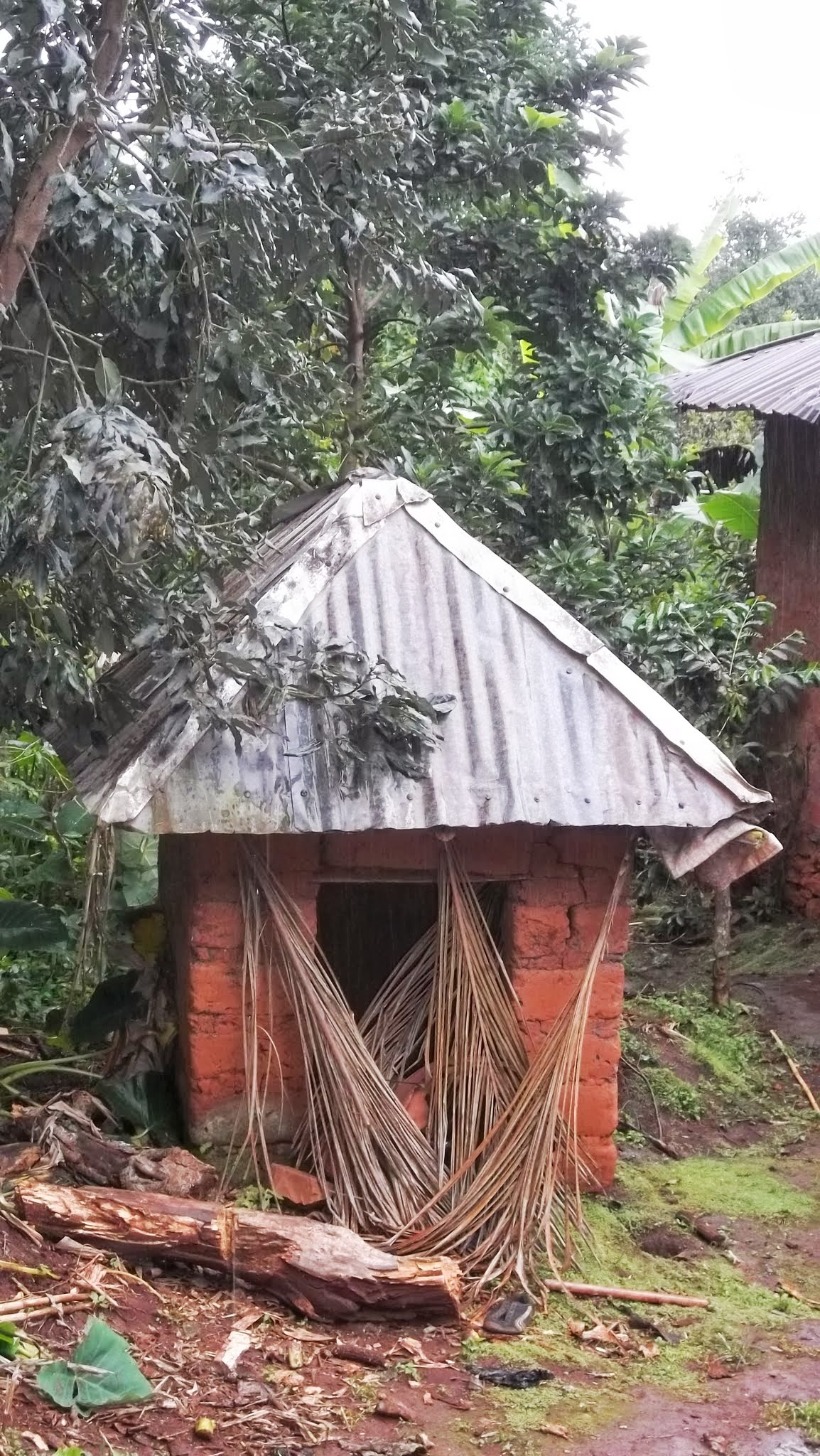
Maison Sacrée

L'enseignement secondaire est présent au village Balessing. On y retrouve ainsi :
- 2 lycées d'enseignement secondaire général public; l'un au quartier Tchomoua et l'autre au quartier Bambi;
- 1 lycée d'enseignement technique et industriel à Tchomoua;
- 1 collège d enseignement secondaire bilingue situé dans le quartier Bateng
- 1 école de formation professionnelle en agriculture au quartier Metcho'o.

### Santé

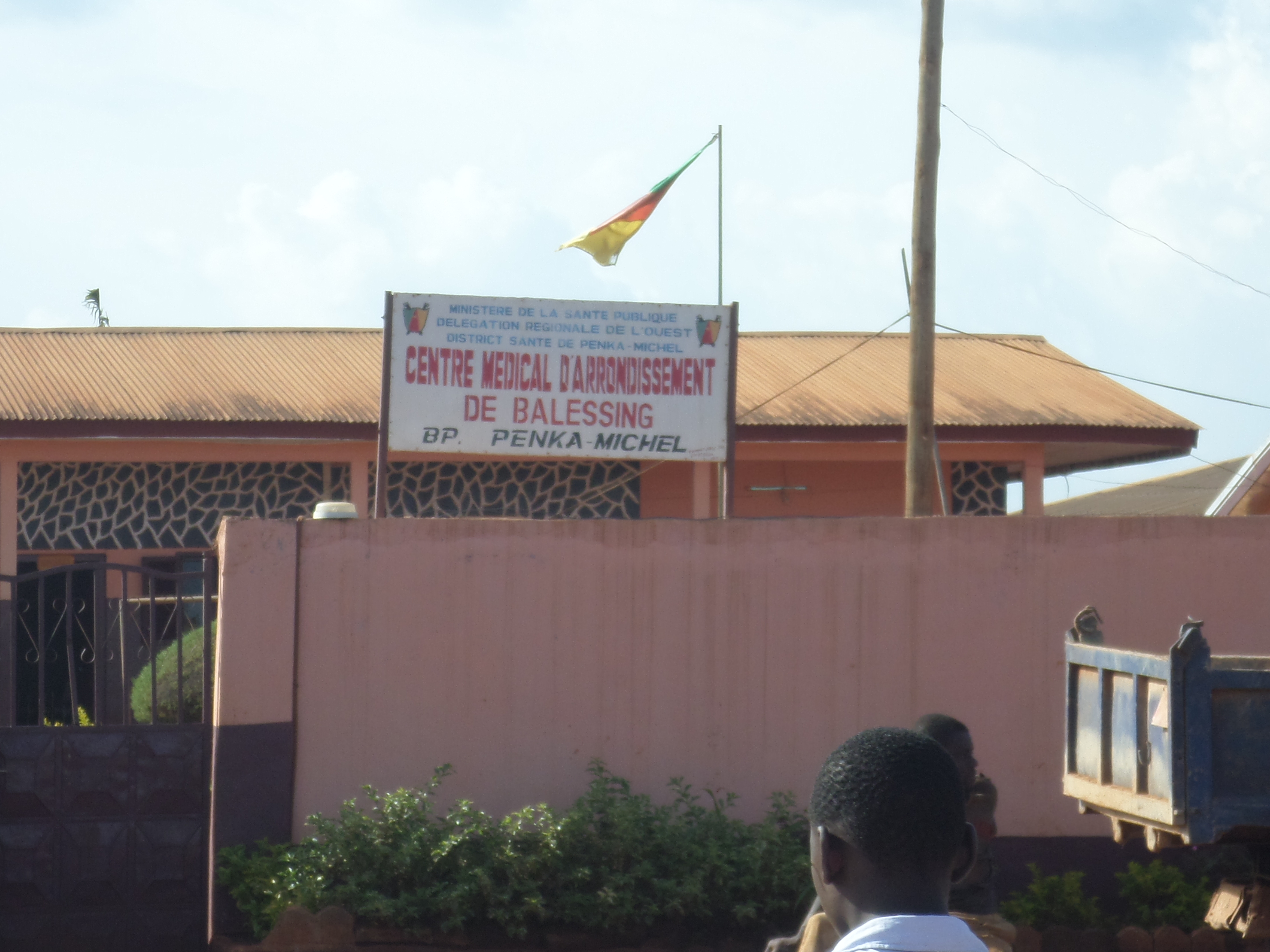
C.S.I de Balessing.

Sur le plan médical, deux centres de santé publique existent, le Centre de Santé Intégré de Balessing ou Centre Médical d'Arrondissement de Balessing qui dépend de l'arrondissement de Penka-Michel (au carrefour Balessing) ; le Centre Spécial de Santé de Bambi, ainsi que quelques centres privés de santé dans les quartiers Baletsi, Bawounwa, Bassoc et Bambi.

### Eau et énergie
Le village dispose des adductions d'eau potable fournies par la Camerounaise des Eaux (CDE). Cependant cette eau potable reste encore un luxe pour la majorité de la population qui s'approvisionne en eau aussi bien dans les rivières environnantes, les sources appelées « Nkwap » coulant derrière les maisons, que dans les puits.
Balessing est aussi électrifié de part et d'autre par la société chargée de l’électricité ENEO. Tout comme l'eau potable, l'électricité n'est pas à la portée de tous :la lampe tempête étant toujours le moyen d'éclairage le plus utilisé.
On y retrouve aussi du gaz domestique qui n'est pas non plus l'apanage de tout le monde, le feu de bois dans les cases est le plus répandu.

### Religion
Les populations du village Balessing allient croyances ancestrales et religieuses. Balessing est en majorité chrétien. Il dispose donc des églises catholiques, protestantes, des églises dites réveillées et aussi une petite mosquée.

### Moyens d'information et de communication
Le village est couvert par toutes les chaines de radio et télévision émettant sur le territoire national et plus particulièrement celles émettant dans la région de l'Ouest. On y retrouve aussi des chaines internationales tel que RFI et des bouquets satellitaires comme Canal+ Sat, TV+, TNT…
Il n'existe pas encore de kiosque à journaux. Balessing est aussi desservi par tous les réseaux de téléphonie filaire et mobile présents au Cameroun, à savoir CAMTEL, ORANGE, MTN et Nexttel. Certains y disposent d'ailleurs de pylônes.

### Agriculture

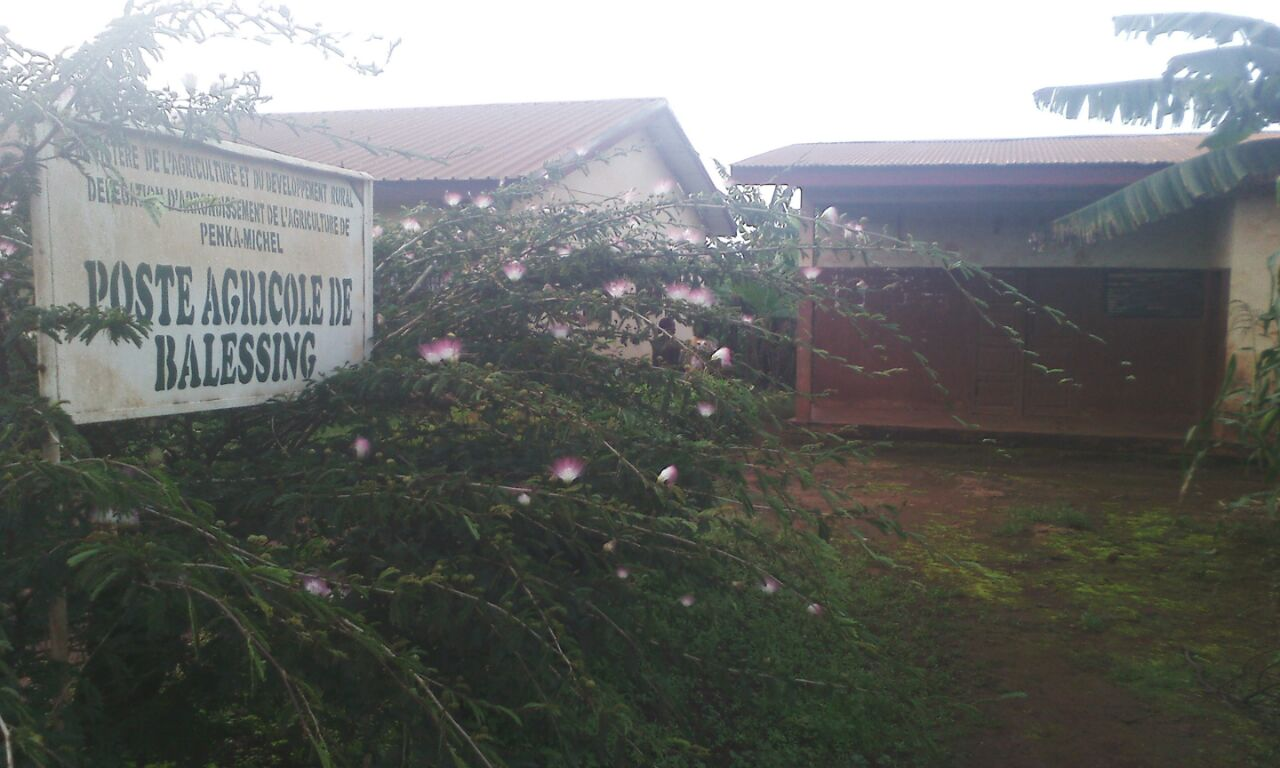
Poste Agricole de Balessing.

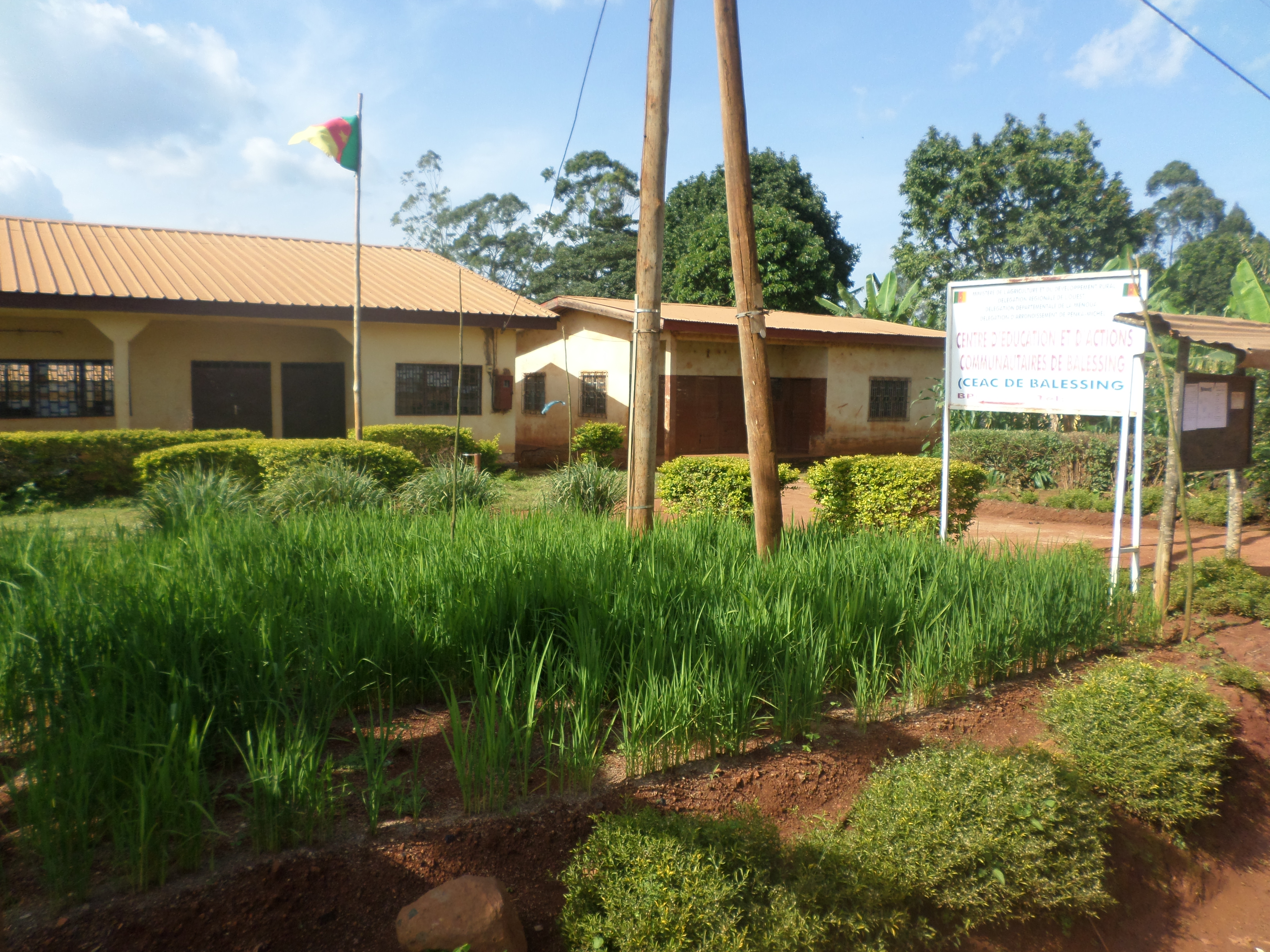
C.E.A.C de Balessing.

Elle reste le premier secteur d'activité porteur et occupe près de 75 % de la population active du village, représentant ainsi la principale source de revenu familial. Les cultures les plus pratiquées sont :
- les vivrières : maïs, haricot, pomme de terre, taro, manioc, macabo, igname, patate, arachide, soja, gombo… 
- maraichères : piment, tomate, chou, laitue, poivron, poireau, oignon, ail, courges, concombre, aubergines, haricot vert, céleri, carottes… 
- les bananes plantains et douce ;
- les arbres fruitiers : avocatiers, safoutiers, manguiers, goyaviers, orangers, papayers, kolatiers…
- le café arabica qui jadis fut la principale culture de rente connait une faible productivité en raison de la chute drastique des prix sur le marché mondial.
Cependant, l'État dans le souci d'accompagner les populations dans une agriculture moderne, a doté le village d'un poste agricole et d'un Centre d'Éducation et d'Actions Communautaire (C.E.A.C de Balessing) pour accompagner gratuitement toute personne désireuse de faire une agriculture de rente à travers l'utilisation des techniques de production moderne. Les grands secteurs agricoles demeurent Bassoc, Bambi, Tchoumeka'a et Bametué.

### Élevage
Il est répandu au village mais reste encore du type traditionnel. On peut donc retrouver dans les concessions de la volaille (poules du village, les canards, dindons, oies, etc.), les porcs, les chèvres et les petits ruminants tels que les rats, les cochons d'Inde…
Cependant, on constate de plus en plus l’élevage de rente avec de grandes fermes et porcheries au village.

### Pêche
Les cours d'eau et rivières variant en fonction des saisons, la pêche reste encore très artisanale et ses produits sont très rares sur le marché.

### Chasse
À part la chasse des rats, des hérissons, des perdrix… pratiquée par les jeunes, on peut dire que la chasse y est presque inexistante à cause de l'absence des forêts.

### Routes et transports
Balessing étant situé sur une route nationale, il constitue un point de jonction important dans le département de la Menoua. Mis à part cet axe routier qui est bitumé, le reste de ses routes est en terre battue. Au carrefour Balessing on retrouve plusieurs agences de voyages proposant des trajets vers Douala, Mbouda, Bamenda et Yaoundé ; il existe aussi des taxis de ville ou des véhicules anonymes qui chargent des passagers pour les villes de Bansoa, Dschang, Bafoussam et Batcham. Les motos taxi ne sont pas en reste puisque ce sont elles qui ont la lourde charge de rallier les différents quartiers et les zones enclavées du village.

### Commerce et économie

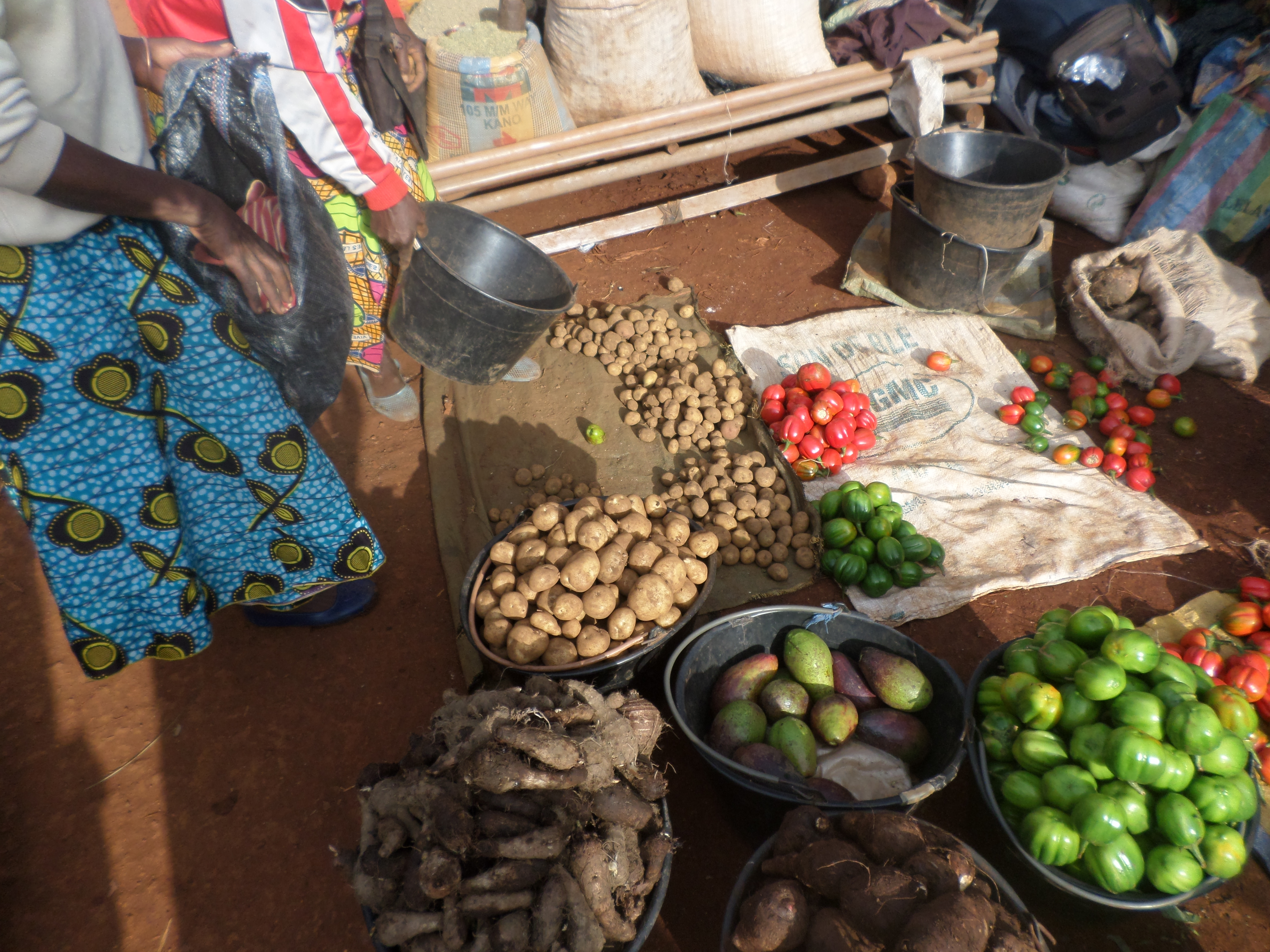
Vente des cultures.

Le commerce se pratique de manière quotidienne au carrefour Balessing. Les jours ordinaires, on peut y dénombrer quelques quincailleries, restaurants, vente à emporter, boutiques, des étals de produits maraîchers, fruitiers et des épices. Ces activités commerciales sont plus intenses le jour du marché (Madunsé).
Les activités de transformation y sont pratiquées ; les boulangeries modernes et artisanales ainsi que les autres vendeurs de beignets y transforment du blé. Le manioc aussi subit des transformations après avoir été roui et moulu pour la fabrication des bâtons de manioc.
L'exploitation du raphia permet la production du vin de palme ou vin blanc ; les fibres sont utilisées dans l'artisanat surtout pour la fabrication des contenants des productions maraîchères à commercialiser. Dans le secteur bancaire nous avons des microfinances tels que MUPECI, MC2 et les structures de transfert d'argent tels que Express Exchange, Express Union et le télécentre communautaire de Balessing. Le village a en outre un atout majeur que sont les stations services Bocom et Capogco qui donnent un air de "petite ville" à cette bourgade.

### Politique
De nombreuses formations politiques tels que le RDPC, le SDF, le MRC, l'UNDP ou enccore l'UDC ont trouvé en Balessing un terreau pour leurs propagandes car la population est très réceptive à leurs différents discours et elle n'hésite pas à s’inscrire sur les listes électorales afin de remplir leur devoir de citoyen.

## Personnalités liées au village
Son fils le plus illustre reste Jean Nkuete, actuel secrétaire général du RDPC, le parti au pouvoir au Cameroun.

## Administration
Bien qu'ayant deux centres spéciaux d'état civil, le groupement Balessing dépend entièrement des administrations situées dans le chef-lieu d'arrondissement, Bansoa et du chef-lieu de département, Dschang.

## Annexe